# Ільїн Ілля Олександрович
Ілля Ільїн  (каз. Ильин Илья Александрұлы, 24 травня 1988) — казахський важкоатлет.

## Виступи на Олімпіадах
| Олімпіада   | Дисципліна | Місце                     |
| ----------- | ---------- | ------------------------- |
| Пекін 2008  | до 94 кг   | ( Золото) дискваліфікація |
| Лондон 2012 | до 94 кг   | ( Золото) дискваліфікація |

У серпні 2015 року розпочалися повторні аналізи на виявлення допінгу зі збережених зразків з Олімпійських ігор у Пекіні 2008 року та Лондоні 2012 року.
Перевірка зразків Іллі Ільїна з Пекіна 2008 року призвела до позитивного результату на заборонену речовину — станозолол. Рішенням дисциплінарної комісії Міжнародного олімпійського комітету від 12 січня 2017 року в числі інших 7 спортсменів він був дискваліфікований з Олімпійських ігор в Пекіні 2008 року і позбавлений золотої олімпійської медалі. Також він був дискваліфікований з Олімпійських ігор в Лондоні 2012 року і позбавлений золотої олімпійської медалі.